# Izvoarele (okręg Prahova)
Izvoarele – wieś w Rumunii, w okręgu Prahova, w gminie Izvoarele. W 2011 roku liczyła 2329 mieszkańców.